# Nedo Logli
Nedo Logli (né le 23 juillet 1923 à Prato, en Toscane, et mort le 28 octobre 2014 à Carmignano) est un coureur cycliste italien des années 1940 et 1950. 

## Biographie
Professionnel de 1945 à 1952, Nedo Logli a remporté une étape du Tour d'Italie 1948, la Coppa Placci, le Grand Prix de l'industrie et du commerce de Prato (1946) et les Trois vallées varésines (1949).

## Palmarès
- 1942
  - Bologna-Passo della Raticosa
  - Coppa Giulio Burci

- 1943
  - Tour d'Émilie

- 1946
  -  Champion d'Italie des indépendants
  - Coppa Placci
  - Grand Prix de l'industrie et du commerce de Prato
  - GP de Salsomaggiore
  - Coppa Nardi
  - Coppa Industria

- 1947
  - 2e du Tour de Toscane

- 1948
  - 9e étape du Tour d'Italie

- 1949
  - Trois vallées varésines
  - 2e de la Coppa Bernocchi
  - 2e du Grand Prix de l'industrie et du commerce de Prato
  - 3e du Tour de Lombardie
  - 4e du Challenge Desgrange-Colombo
  - 9e du Tour d'Italie

- 1950
  - 2e de Milan-San Remo

- 1951
  - 3e de Rome-Naples-Rome
  - 5e de la Flèche wallonne

- 1952
  - 4e (contre-la-montre par équipes) et 14e étapes du Tour d'Argentine
  - GP Ponte Valleceppi

## Résultats sur le Tour d'Italie
6 participations
- 1946 : abandon
- 1948 : 11e, vainqueur de la 9e étape
- 1949 : 9e
- 1950 : abandon
- 1951 : 44e
- 1952 : 50e